# Igino Nuti
Igino Michelangelo Nuti OFM (* 22. Januar 1883 in San Piero Agliana, Provinz Pistoia; † 21. September 1966 in Rom) war ein italienischer römisch-katholischer Ordensgeistlicher und Apostolischer Vikar von Ägypten.

## Leben
Igino Michelangelo Nuti trat der Ordensgemeinschaft der Franziskaner bei und empfing am 28. April 1907 das Sakrament der Priesterweihe.
Am 20. Dezember 1921 ernannte ihn Papst Benedikt XV. zum Titularerzbischof von Pupiana und bestellte ihn zum Apostolischen Vikar von Ägypten. Der lateinische Patriarch von Jerusalem, Luigi Barlassina, spendete ihm am 19. März 1922 die Bischofsweihe; Mitkonsekratoren waren der Apostolische Delegat in Ägypten, Erzbischof Aurelio Briante OFM, und der emeritierte Bischof der Eparchie Salmas, Isaac-Jesu-Yab Khoudabache. Die Amtseinführung erfolgte am 26. März 1922.
Im März 1949 trat Igino Michelangelo Nuti als Apostolischer Vikar von Ägypten zurück.